# Claes Fredric Egnell
Claes Fredric Egnell, född 6 november 1799 i Björsäter församling, Östergötlands län, död 15 mars 1870 i Linköpings församling, Östergötlands län, var en svensk borgmästare, riksdagsledamot och politiker.

## Biografi
Egnell föds på Sjöberga i Björsäters församling som son till domkyrkosysslomannen Fredric Carl Egnell och Ulrica Christina Granbeck.[källa behövs] Han blev 1816 student vid Uppsala universitet och avlade hovrättsexamen där 1821. Egnell blev rådman i Linköping och  1849 borgmästare i staden. Han avled 1870 i Linköpings församling. Han avled av äggvitesjukdom och begravdes 24 mars samma år.
Bosatte sig i Linköping 1831 och bodde på Sankt Pers kvarter nummer 62 fram till år 1851. Då flyttade han till Sankt Kors kvarter nummer 34 och bor där fram till 1859. Från 1859 fram till sin död bodde Egnell på Tannefors kvarter nummer 44. 
Egnell var riksdagsledamot för borgarståndet i Linköping vid riksdagen 1834–1835.
Egnell gifte sig första gången 1836 med Carolina Charlotta Lindahl (1813-1849) och andra gången 849 med Agnes Hollertz (1828-).